# Râul Ciciana Mare
Râul Ciciana Mare este un mic curs de apă, afluent al Pârâului de Câmpie din județul Mureș

## Hărți
- Harta județului Mureș